# Aloeides braueri
Brauer’s Copper (Aloeides braueri) là một loài bướm thuộc họ Lycaenidae. Loài này có ở Nam Phi, nơi nó được tìm thấy ở highland hillsides covered in sour grassveld in the East Cape.
Sải cánh từ 26–28 mm đối với con đực và 28–32 mm đối với con cái. Cá thể trưởng thành mọc cánh từ tháng 10 tới tháng 11 và từ tháng 1 tới tháng 2. Mỗi năm loài này có hai thế hệ.